# Andreas Heigl
Andreas Heigl (1792 – 29. července 1874) byl rakouský politik německé národnosti z Dolních Rakous, během revolučního roku 1848 poslanec Říšského sněmu.

## Biografie
Roku 1849 se uvádí jako Andreas Heigl, městský rychtář a majitel hospodářství v Mautern an der Donau.
Během revolučního roku 1848 se zapojil do veřejného dění. Ve volbách roku 1848 byl zvolen i na ústavodárný Říšský sněm. Zastupoval volební obvod Tulln an der Donau. Tehdy se uváděl coby zemědělec a městský rychtář. Řadil se ke sněmovní levici.